# Allen-Bradley

Logo

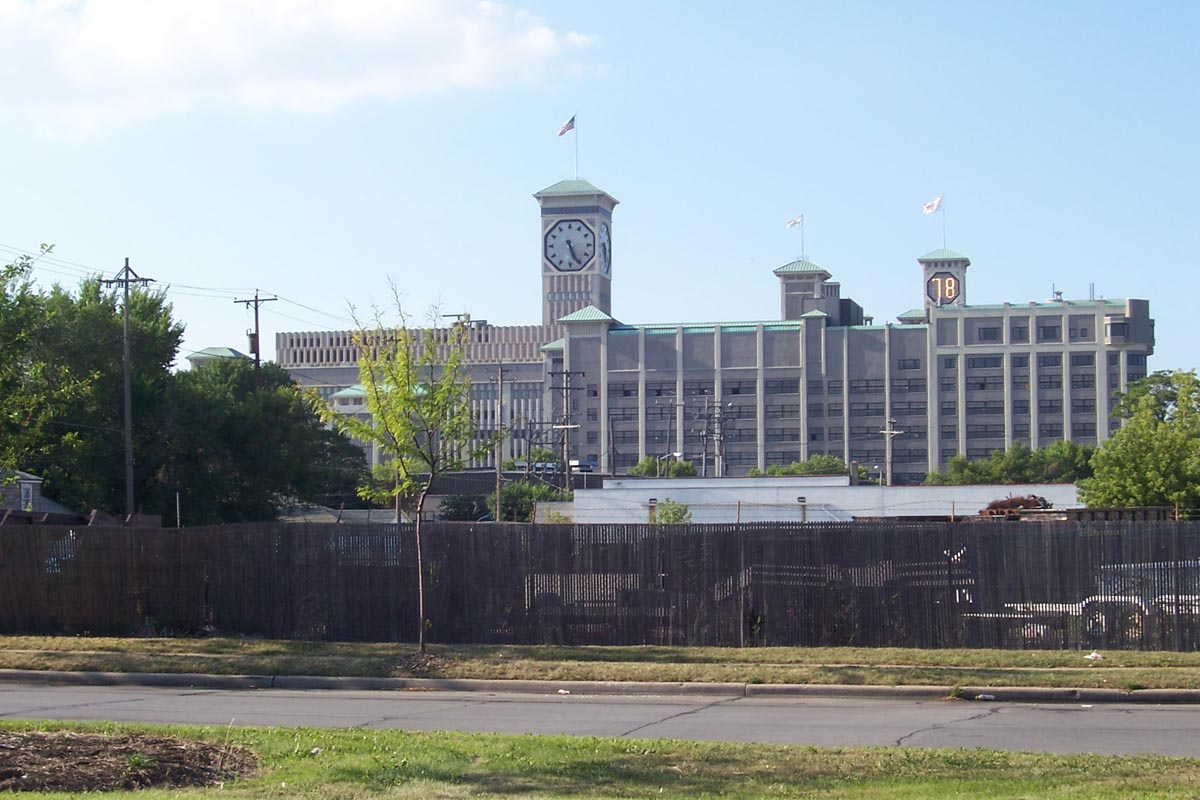
Das Allen-Bradley-Hauptquartier in Milwaukee

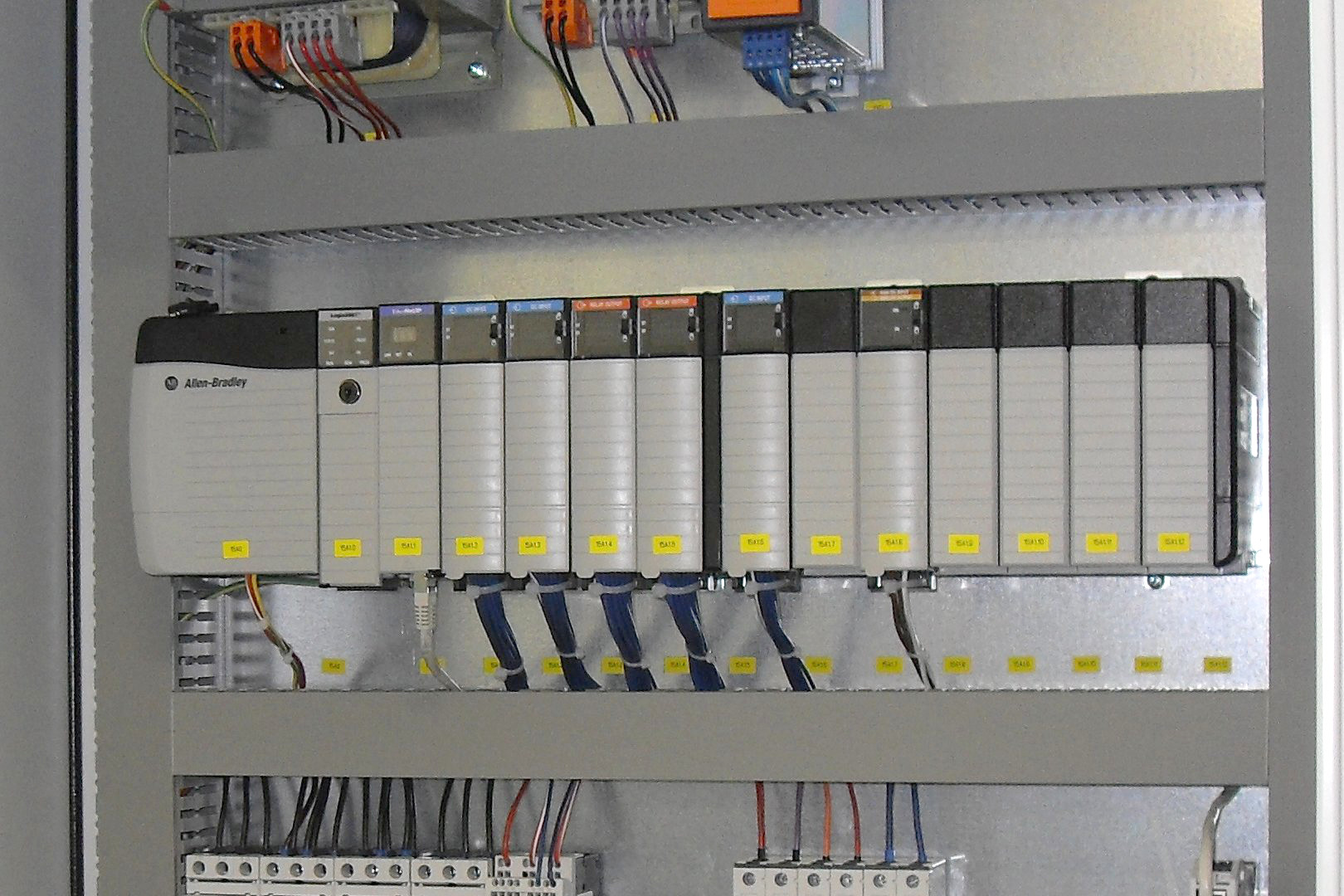
Allen-Bradley-SPS eingebaut in einen Schaltschrank

Allen-Bradley ist ein US-amerikanisches Unternehmen, das in der industriellen Steuerungstechnik und der Automation tätig ist. Insbesondere produziert es Speicherprogrammierbare Steuerungen (SPS) und gehört zu deren Pionieren (Odo J. Struger). 
Allen-Bradley ist in Milwaukee, Wisconsin beheimatet. Der 1962 eröffnete Allen-Bradley Clock Tower gilt als Wahrzeichen in Milwaukee.

## Geschichtliches
Das Unternehmen wurde von Lynde Bradley und Stanton Allen 1903 mit einem Startkapital von 1.000 US-$ als Compression Rheostat Company gegründet. 1910 wurde das Unternehmen in Allen-Bradley Company umbenannt. Am 20. Februar 1985 wurde Allen-Bradley von Rockwell Automation übernommen.

## Konkurrenten
Allen-Bradleys Hauptkonkurrenten sind:
- Cutler-Hammer (Eaton Corporation)
- General Electric
- Siemens
- Square D (Schneider Electric)